# Миљана Бојовић
Миљана Бојовић (рођена 17. маја 1987. године у Титовој Митровици), девојачко Мусовић, је бивша српска кошаркашица, тренутно тренер 
ЖКК Партизан.

## Каријера
Игра на позицији плејмејкера.
Освојила је четири првенства Словачке са Кошицама. Била је први страни капитен тима и једна је од омиљених играчица навијача Кошица.
Са 18 година била је МВП и победница Европског првенства до 18 година у Будимпешти са 17,6 поена и 4,5 асистенција по утакмици остављајући иза себе имена попут Домингез и Груде. Играјући за репрезентацију до 20 година, освојила је сребрну медаљу на Европском првенству са просеком од 16 поена и 4,1 асистенцију по утакмици.
Године 2016. потписала је уговор са Бурж Баскетом из Француске, као замена за Селин Думер.
Играла је за сениорску репрезентацију Србије на два Европска првенства (2007, 2009).